# Capitán Abu Raed
Capitán Abu Raed (Inglés: Captain Abu Raed, Árabe: كابتن أبو رائد) es una película jordana de 2007 dirigida y escrita por Amin Matalqa. Fue el primer largometraje producido en Jordania durante un lapso de más de 50 años. La Comisión Real de Cine de Jordania la avaló para ser presentada a los 81.º Premios de la Academia en la categoría de Mejor Película de Lengua Extranjera, la primera presentada por Jordania. La película ganó premios en numerosos festivales de cine como el Festival de Cine de Sundance, el Festival de Cine Heartland y el Festival Internacional de Cine de Dubái. Fue proyectado en el Festival Internacional de Cine de Jerusalén en 2008.

## Sinopsis

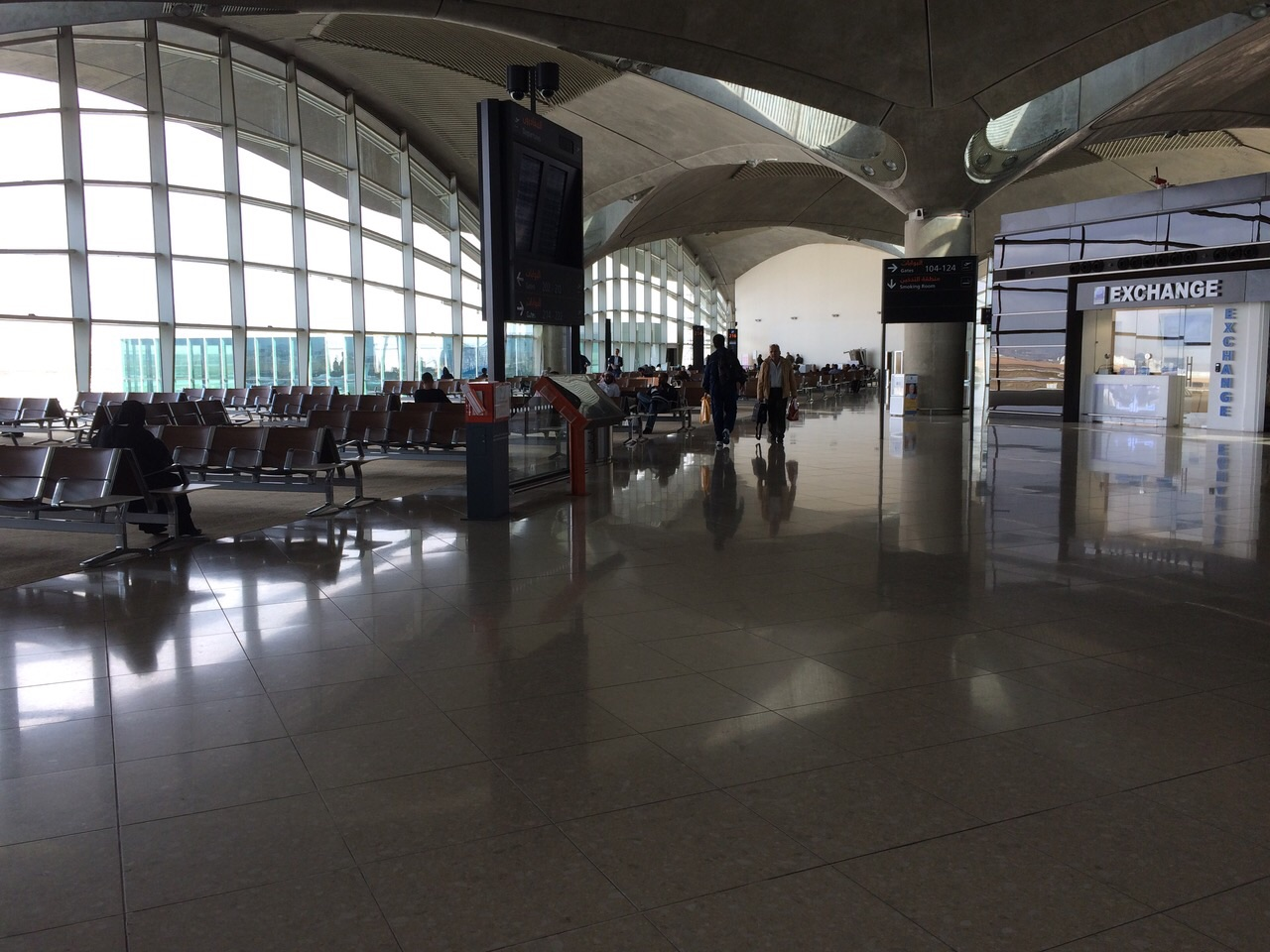
Interior del Aeropuerto Internacional de la Reina Alia, donde sucede parte de la acción.

Abu Raed es un conserje de aeropuerto en el Aeropuerto Internacional de la Reina Alia en Amán. Después de encontrar el sombrero de un capitán de Royal Jordanian en la basura, los niños del barrio lo confunden con un piloto de línea aérea y le suplican que les cuente historias de sus aventuras. Al principio se niega, pero más tarde accede y les relata viajes ficticios a Inglaterra, Francia y Nueva York, ganándose el nombre de "Capitán Abu Raed".
Un niño mayor, Murad, sabe quién es realmente Abu Raed e intenta probarlo a los otros niños, repitiendo la frase "La gente como nosotros no crece para ser pilotos". Con algunos dinares que había encontrado, Murad lleva a los otros niños en un viaje en taxi al aeropuerto para mostrarles la verdad sobre Abu Raed. Los niños se desesperanzan al ver a su ídolo agachado, fregando el suelo.
Más tarde se demestra que Murad había robado el dinero de su padre, Abu Murad, quien, bebido después de un duro día vendiendo ropa de mujer en la calle, a menudo abusaba de la madre de Murad, Um Murad. Abu Murad estaba excepcionalmente abatido por la pérdida de dinero y lo había pagado con su esposa.
Abu Raed, tras ser expuesto como un impostor, perdona a Murad y le da el sombrero piloto como una muestra de perdón. Más adelante, Murad roba un modelo de un avión y su padre le quema la mano por ello. Abu Raed lo consuela, creando un vínculo entre los dos. Este evento convence a Abu Raed para encontrar una manera de llevar a Murad, a su hermano menor, y a su madre a la seguridad.
Mientras tanto, en el aeropuerto y en el autobús, Abu Raed conoce a Nour, una mujer piloto cuyo padre rico había intentado en vano encontrarle un marido. Durante una visita amistosa a su casa, él le habla de su pasado, incluyendo una esposa e hijo fallecido, Raed.
Abu Raed también tiene que lidiar con Tareq, uno de los niños a quienes contaba historias, cuyo padre lo tiene vendiendo obleas en la calle en lugar de ir a la escuela. Abu Raed sabía que era un chico inteligente, así que compra todas sus obleas para que Tareq pueda asistir a la escuela. Sin embargo, Abu Tareq da entonces a Tareq más obleas para vender, creyendo que es un buen vendedor.
Una noche, antes de que Abu Murad llegue a casa, Abu Raed desarrolla un plan para proteger a Murad y a su familia. Nour acepta acogerlos, porque su familia rica posee una casa grande. Ella trae su coche a la sala de estar donde viven Abu Raed y los Murad, y recogen apresuradamente las pertenencias de su familia. Mientras van a irse, Murad regresa para recuperar la gorra de piloto. Entonces, Nour sale a su casa, cuando aparece Tareq y pregunta qué está pasando, a lo que Abu Raed responde, "Nada".
A pesar de las repetidas advertencias de Um Murad de "Va a matarte", Abu Raed se sienta en el apartamento de Murad y espera el regreso de Abu Murad. Al encontrar su casa vacía, Abu Murad amenaza la vida de Abu Raed. Aunque no se muestra en pantalla, Abu Raed muere en ese apartamento. Años más tarde, un Murad adulto observa el aeropuerto vestido de piloto de Royal Jordanian.

## Producción
La mayoría de las escenas exteriores de la película se filmaron en las ruinas romanas de Amán, en Jabal al-Qal'a. El "Making of Captain Abu Raed" de la versión occidental del DVD señala que aunque la trama de película desarrolla completamente en Amán y en el aeropuerto, el vecindario que rodea la casa de Abu Raed fue grabado en la vecina ciudad vieja de As-Salt.
Aunque la fecha exacta en la que sucede la película nunca es especificada por ninguna nota o personaje, el uso de números árabes orientales en las placas de vehículos implica que la película tiene lugar en el pasado, como un recuerdo de la juventud del Murad adulto. Jordania pasó del sistema de numeración árabe oriental a los números arábigos estándar en los años noventa.
El reparto estuvo formado por un conjunto de actores profesionales y un grupo de niños escogidos mediante cástines de campamentos de refugiados palestinos.

## Reparto
- Nadim Sawalha – Abu Raed
- Rana Sultan – Nour
- Hussein Al-Sous – Murad
- Udey Al-Qiddissi – Tareq
- Ghandi Saber – Abu Murad
- Dina Ra'ad-Yaghnam – Um Murad

## Premios

### Festival Internacional de Cine de Dubái
| Año  | Categoría                 | Receptor      | Resultado |
| ---- | ------------------------- | ------------- | --------- |
| 2007 | Premio Muhr– Mejor Actor: | Nadim Sawalha | Ganador   |

### Festival Internacional de Cine de Durban
| Año  | Categoría                 | Receptor     | Resultado |
| ---- | ------------------------- | ------------ | --------- |
| 2008 | Mejor primer largometraje | Amin Matalqa | Ganador   |

### Festival de Cine de Heartland
| Año  | Categoría                            | Receptor     | Resultado |
| ---- | ------------------------------------ | ------------ | --------- |
| 2008 | Crystal Heart Award – Mejor película | Amin Matalqa | Ganador   |
| 2008 | Gran Premio a la Dramática           | Amin Matalqa | Ganador   |

### Festival de Cine de Newport Beach
| Año  | Categoría                        | Receptor      | Resultado |
| ---- | -------------------------------- | ------------- | --------- |
| 2008 | Premio del jurado - Mejor actor  | Nadim Sawalha | Ganador   |
| 2008 | Premio del jurado - Mejor actriz | Rana Sultan   | Ganador   |

### Festival Internacional de Cine de Seattle
| Año  | Categoría                                    | Receptor     | Resultado |
| ---- | -------------------------------------------- | ------------ | --------- |
| 2008 | Premio Golden Space Needle al mejor director | Amin Matalqa | Ganador   |

### Festival de Sundance
| Año  | Categoría                                           | Receptor     | Resultado |
| ---- | --------------------------------------------------- | ------------ | --------- |
| 2008 | Premio del público - Cine Internacional - Drama     | Amin Matalqa | Ganador   |
| 2008 | Gran Premio del Jurado - Cine Internacional - Drama | Amin Matalqa | Nominado  |